# Sân vận động Anjalay
Sân vận động Anjalay là một sân vận động đa năng ở Belle Vue Harel, Quận Pamplemousses, Mauritius. Sân hiện được sử dụng chủ yếu cho các trận đấu bóng đá. Khu vực đậu xe của sân vận động này đang phục vụ việc đua ô tô và đua mô tô. Sân vận động có sức chứa 16.000 người và được cải tạo vào năm 2003 với kinh phí 15 triệu đô la.